# Municipio de Fremont (Illinois)
El municipio de Fremont (en inglés: Fremont Township) es un municipio ubicado en el condado de Lake en el estado estadounidense de Illinois. En el año 2010 tenía una población de 32337 habitantes y una densidad poblacional de 348,53 personas por km².

## Geografía
El municipio de Fremont se encuentra ubicado en las coordenadas 42°17′6″N 88°3′23″O / 42.28500, -88.05639. Según la Oficina del Censo de los Estados Unidos, el municipio tiene una superficie total de 92.78 km², de la cual 88.43 km² corresponden a tierra firme y (4.69%) 4.35 km² es agua.

## Demografía
Según el censo de 2010, había 32337 personas residiendo en el municipio de Fremont. La densidad de población era de 348,53 hab./km². De los 32337 habitantes, el municipio de Fremont estaba compuesto por el 79.82% blancos, el 1.69% eran afroamericanos, el 0.38% eran amerindios, el 8.72% eran asiáticos, el 0.02% eran isleños del Pacífico, el 7.11% eran de otras razas y el 2.25% pertenecían a dos o más razas. Del total de la población el 15.56% eran hispanos o latinos de cualquier raza.